# 岩城光英
岩城光英（1949年12月4日—），日本政治家，自由民主黨黨員。出身於福島縣磐城市。1998年至2016年連續當選3屆參議院議員。在自民黨內屬於清和政策研究會（細田派）。
歷任磐城市市長（2期）、內閣官房副長官、自民黨參議院政策審議會長等職務。2015年成為第三次安倍改造內閣的法務大臣。

## 外部連結
- 官方網站 （页面存档备份，存于）

| 議會席位        | 議會席位                                           | 議會席位          |
| --------------- | -------------------------------------------------- | ----------------- |
| 前任： 鶴保庸介 | 參議院議院運營委員長 第61代：2012年 - 2014年       | 繼任： 中川雅治   |
| 前任： 中川義雄 | 參議院農林水產委員長 2005年 - 2006年               | 繼任： 加治屋義人 |
| 官衔            |                                                    |                   |
| 前任： 上川陽子 | 法務大臣 第97代：2015年 - 2016年                   | 繼任： 金田勝年   |
| 前任： 鈴木政二 | 內閣官房副長官 （政務擔當·參議院） 2007年 - 2008年 | 繼任： 鴻池祥肇   |
| 政党职务        |                                                    |                   |
| 前任： 山本一太 | 自由民主黨參議院政策審議會長 2011年 - 2012年       | 繼任： 世耕弘成   |